# Zarma
Zarma (též Djerma, Dyabarma, Dyarma, Dyerma, Adzerma, Zabarma, Zarbarma, Zarma, Zarmaci nebo Zerma) je druhý nejpoužívanější jazyk v africkém státě Niger, tím prvním je hauština. Jazyk zarma se používá v jihozápadní části Nigeru, tedy v oblast kde se nachází hlavní město Nigeru (Niamey). Jazyk je spjat s národem Džermů.
Zarma patří do jazykové rodiny songhajských jazyků a se svými přibližně 3,6 miliony mluvčích je jednoznačně nejpoužívanějším jazykem z této jazykové rodiny.
Dialekt zarmy zvaný Songhoyboro Ciine se někdy bere jako samostatná jazyk.

## Abeceda
Abeceda jazyka zarma:
```
a, b, c, d, e, f, g, h, i, j, k, l, m, n, ɲ nebo ny, ŋ, o, p, r, s, t, u, w, y, z
```

(dále se používá také vlnovka neboli tilda (~), která se může psát buď pod nebo nad samohlásky.

## Ukázka
Základní zdvořilostní fráze v jazyce zarma:
- Fo/Fofo (Ahoj)
- Fo'ndakayan/Kubayni (Vítejte)
- Fofo (Děkuji)
- Alhanan (Prosím)

Zarmské přísloví:
Da curo fo hẽ, afo mana hẽ, i si jinde kaana bay. (Pokud zpívá jeden pták, tak druhý nezpívá, nevědí totiž čí hlas je sladší.) Význam: Lidé by měli poslouchat příběh od obou stran.